# Janetiella inquilinus
Janetiella inquilinus är en tvåvingeart som först beskrevs av Ephraim Porter Felt 1908.  Janetiella inquilinus ingår i släktet Janetiella och familjen gallmyggor.
Artens utbredningsområde är New York. Inga underarter finns listade i Catalogue of Life.